# 一氧化鉛
一氧化铅是一种无机化合物，化學式为PbO。它以两种同质异形体存在：具有四方晶系结构的密陀僧和斜方晶系结构的黄丹。一氧化铅在现代主要用于铅基工业玻璃和工业陶瓷，包括计算机组件。它為兩性氧化物。
一氧化鉛在唐代由波斯传入中国，其俗稱「密陀僧」是波斯语古稱「‎」（Mardasang，波斯文又作 ‎ 或 ‎）的音譯，当时用作治疗痔疮的药物。

## 製備
一氧化鉛可以通过在大约600 °C（1,100 °F）的空氣中加熱铅来制备。在此温度下，它也是空气中其他铅氧化物分解的最终产物：
{\displaystyle {\ce {PbO2->[{293 °C}] Pb12O19 ->[{351 °C}] Pb12O17 ->[{375 °C}] Pb3O4 ->[{605 °C}] PbO}}}
硝酸铅或碳酸铅的热分解也会形成一氧化铅：
2 Pb(NO
3)
2 → 2 PbO + 4 NO
2 + O
2
PbCO
3 → PbO + CO
2
一氧化鉛作为将铅矿石精炼成金属铅的中间产品。通常的铅矿石是方铅矿（PbS2）。在大约1,000 °C（1,800 °F）的温度下，硫化物将转化为氧化物：
2 PbS + 3 O
2 → 2 PbO + 2 SO
2
高纯的一氧化铅通常则以乙酸铅为原料，用浓氨水处理后加热分解得到。

## 反应
一氧化铅的红色和黄色形式与焓的微小变化有关：
PbO（红色） → PbO（黄色）   ΔH = 1.6 kJ/mol
PbO 是两性的，这意味着它会与酸和碱反应。与酸作用会通过氧簇的中介作用形成Pb2+
的盐，如[Pb
6O(OH)
6]4+
。与强碱作用则会溶解形成亚铅酸盐：
PbO + H
2O + OH−
 → [Pb(OH)
3]−

## 用途
铅玻璃中的铅通常是一氧化铅，而一氧化铅广泛用于制造玻璃。根据玻璃的不同，在玻璃中使用一氧化铅的好处可以是增加玻璃的折射率、降低玻璃的粘度、增加玻璃的电阻率和增加玻璃的吸收X射线能力中的一种或多种。在工业陶瓷（以及玻璃）中添加一氧化铅可以使材料提高居里温度，以此在磁性和电学上更具惰性。历史上，一氧化铅也广泛用于家用陶瓷的釉料，但现在不再广泛使用。其他不太占主导地位的应用包括橡胶的硫化以及某些颜料和油漆的生产。一氧化铅可用于阴极射线管玻璃，以阻挡X射线发射，但主要用于颈部和漏斗，因为它在面板中使用时会导致变色。故面板优选氧化锶和氧化钡。
铅的消耗以及一氧化铅的加工与汽车数量相关，因为它仍然是汽车中铅酸电池的关键组成部分。

### 少见或过时的用途
一氧化铅与甘油的混合物凝固成坚硬的防水水泥，用于连接水族箱的平板玻璃侧面和底部，也曾用于密封窗框中的玻璃面板。它是含铅油漆的成分。
一氧化铅是传统皮蛋的制作原料之一，但由于健康问题已被逐渐取代。
一氧化铅用于有机合成中的某些缩合反应。